# 189320 Lakitsferenc
189320 Lakitsferenc è un asteroide della fascia principale. Scoperto nel 2006, presenta un'orbita caratterizzata da un semiasse maggiore pari a 2,2762146 au e da un'eccentricità di 0,1075564, inclinata di 5,07315° rispetto all'eclittica.